# 日月潭
日月潭（邵語：或），是一個位在臺灣南投縣魚池鄉日月村的半天然淡水湖泊兼水力發電用水庫；該潭是臺灣本島面積第二大的湖泊（僅次於曾文水庫）及第一大半天然湖泊兼發電用水庫。該潭平均水面海拔約736公尺，常態面積約7.93平方公里（滿水位時約8.4平方公里），最大水深達27公尺。其蘊含自然生態豐富，但其中有非常多是外來種生物。
該潭是台灣平埔族的邵族所生活的主要地區之一，屬於邵族傳統領域。由於過去當地附近平埔族稱居住於山裡的高山族，為「沙連」，當地又是山區最大的積水盆地，日月潭及其周圍地區因而得名「水沙連」。此外，尚有水社大湖、龍湖、珠潭、雙潭等名稱。其今名一作明潭，為日潭與月潭之合稱，該二名分別來自對其兩大組成部份水色及輪廓的描繪。同時，該潭景色自古以來經常受人讚賞，並自日本統治時期以來多次被有關當局列入臺灣八景。
2000年1月，交通部觀光署設立日月潭國家風景區，其範圍除原有日月潭特定區外，北面擴大至魚池鄉，東至水社大山，西至集集大山，南至水里蛇窯。
2016年3月，該潭與日本靜岡縣濱名湖締結為姐妹湖。

## 歷史

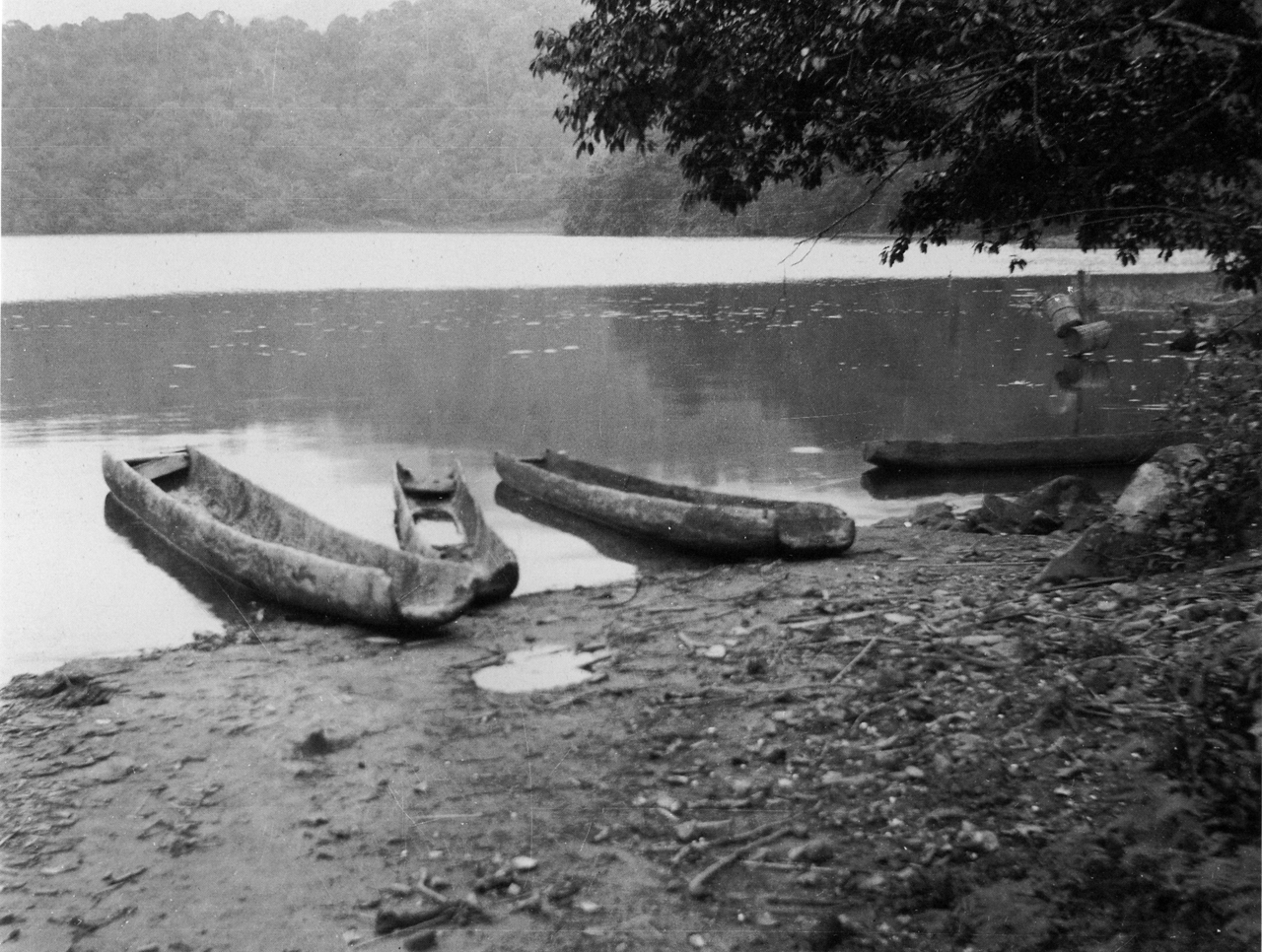
1900年日月潭刳舟舊照片

### 名稱典故
日月潭原為全臺灣第一大的天然湖泊，水源來自濁水溪。「日月潭」一名首見於清道光元年（1821）升任臺灣府北路理番同知鄧傳安所著《蠡測彙抄》一書中的第2篇〈水沙連紀程〉所記：「…過水裏社，望見日月潭中之珠仔山；藍鹿洲東征集所紀之水沙連即此…」，及第11篇《遊水裡社記》所記：「…其水不知何來，瀦而為潭，長幾十里，闊三之一。水分丹、碧二色，故名日月潭。珠山矻立潭中，高一里許，圍五之…」。文中知其潭中有「珠仔山」（拉魯，舊稱珠嶼島、光華島），以其潭水之顏色而區分為日月潭。而不是如今所謂：「…島東及北側形圓如日，島西南側狹長微彎如月，故名『日月潭』」。日月潭名稱由來是因為形狀之說，可追溯到曹士桂《宦海日記》的記載：「山南水圓如日，山北水彎如半月，詢社人，潭名日月」:295。早期的英文文獻裡稱日月潭為「干治士湖」（Lake Candidius），乃紀念來台傳教的干治士，為1873年由甘為霖所命名。另有傳教士來日月潭向邵族人傳教時，亦將日月潭名之為「龍湖」（Dragon Lake）、「林伊西巴坦湖」（Nin-Isivatan Lake）等之名稱。

### 水力電氣工事
1918年7月，臺灣電力株式會社開始在日月潭興建「門牌潭發電所」，但由於資金的不足，拖到1919年才大興土木。1934年6月完工，並改稱日月潭第一發電所。其相關工程包括在武界建壩攔截濁水溪上游溪水，開鑿人工引水隧道至日月潭以供給水源，而發電後的水則被引導注入濁水溪支流水里溪。為了運送電廠興建所需要的材料，集集線鐵路因此孕育而生。完工後的日月潭的水位上升，湖面面積也從原來的4.55平方公里擴張至7.73平方公里，當時稱為「珠子山」的拉魯島面積也稍為縮小。1944年發電廠遭美軍的戰機轟炸損壞，發電停頓。

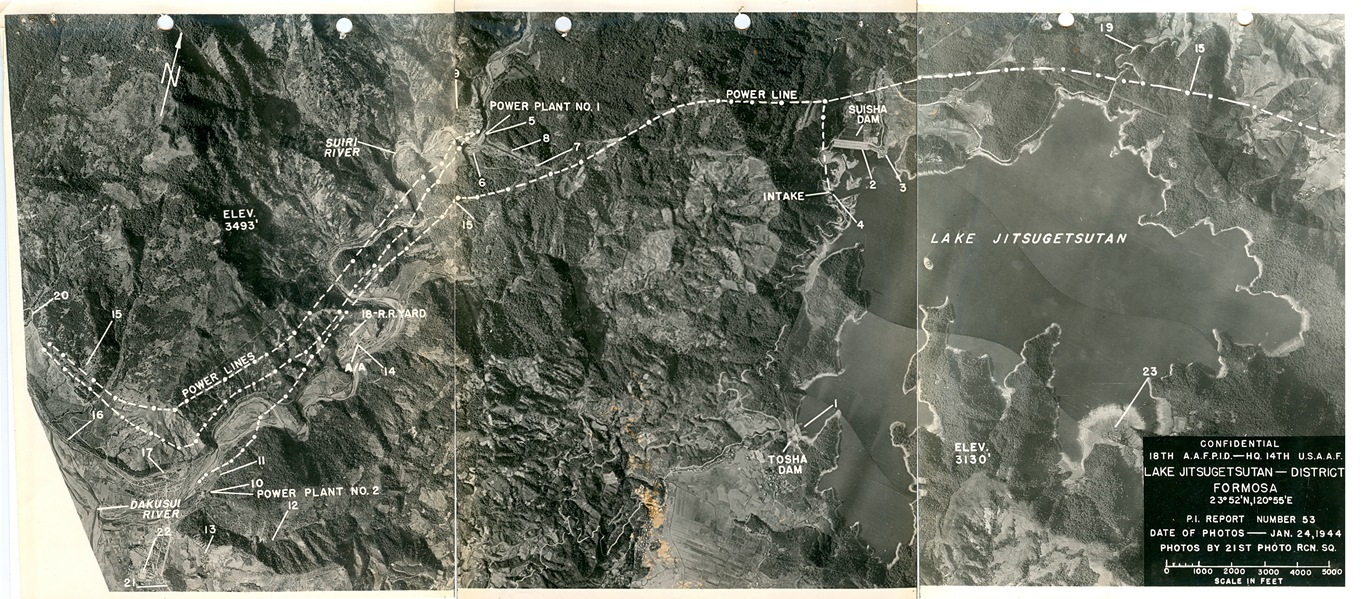
1944年美軍所拍攝日月潭地區的航空照片，標示出日月潭水庫的水社壩（SUISHA DAM）、頭社壩（TOSHA DAM）、取水口（INTAKE）位置，以及位於日月潭左側水里溪（SUIRI RIVER）溪谷的日月潭第一發電所（POWER PLANT NO.1）。

日本戰敗，由中華民國國民政府接管臺灣後，於1946年成立臺灣電力公司，並隨後修復電廠恢復供電，1948年10月改名為大觀發電廠。

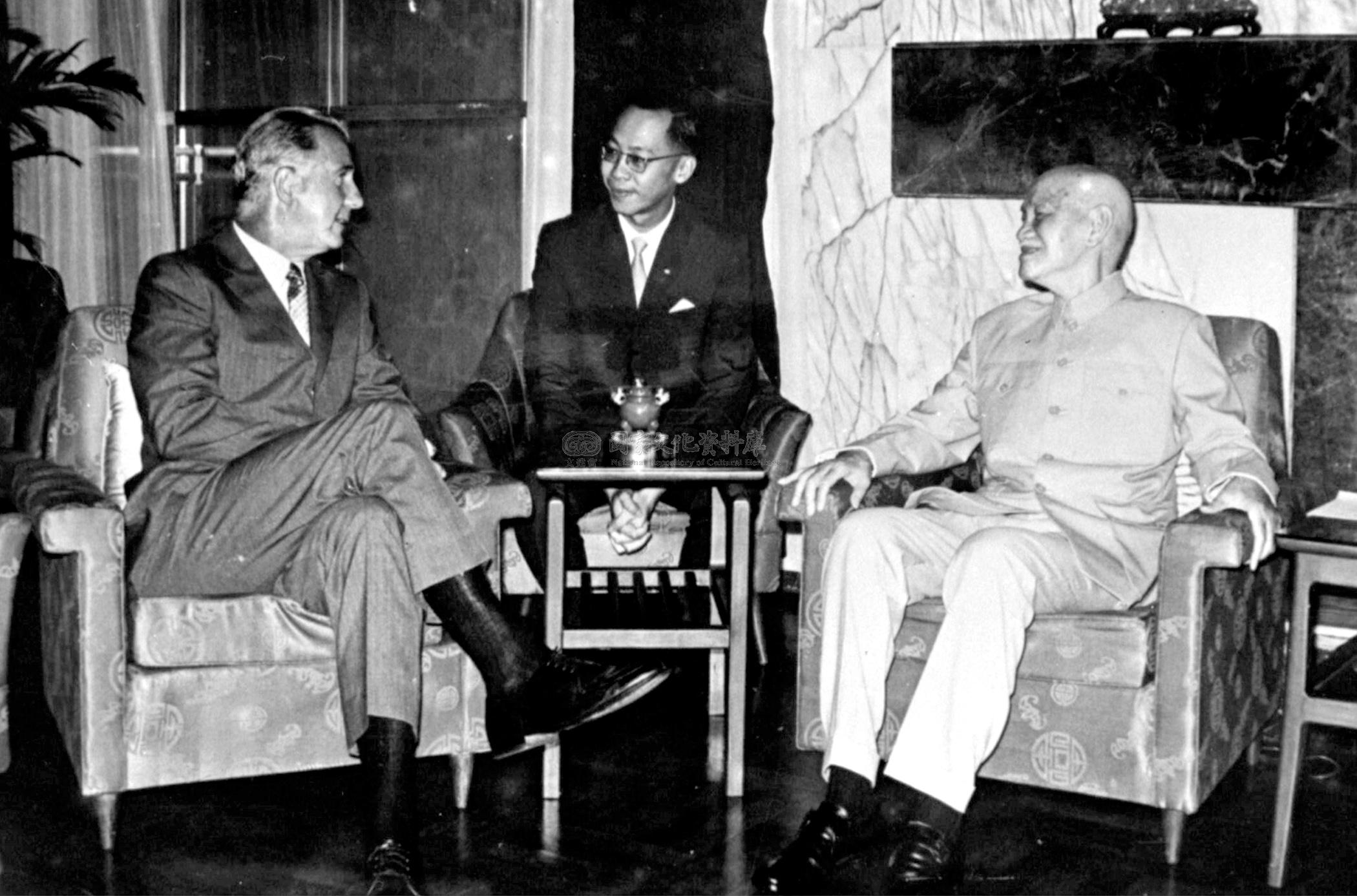
1970年8月26日，蔣中正總統於日月行館接見來台訪問的美國副總統安格紐，雙方舉行會談。

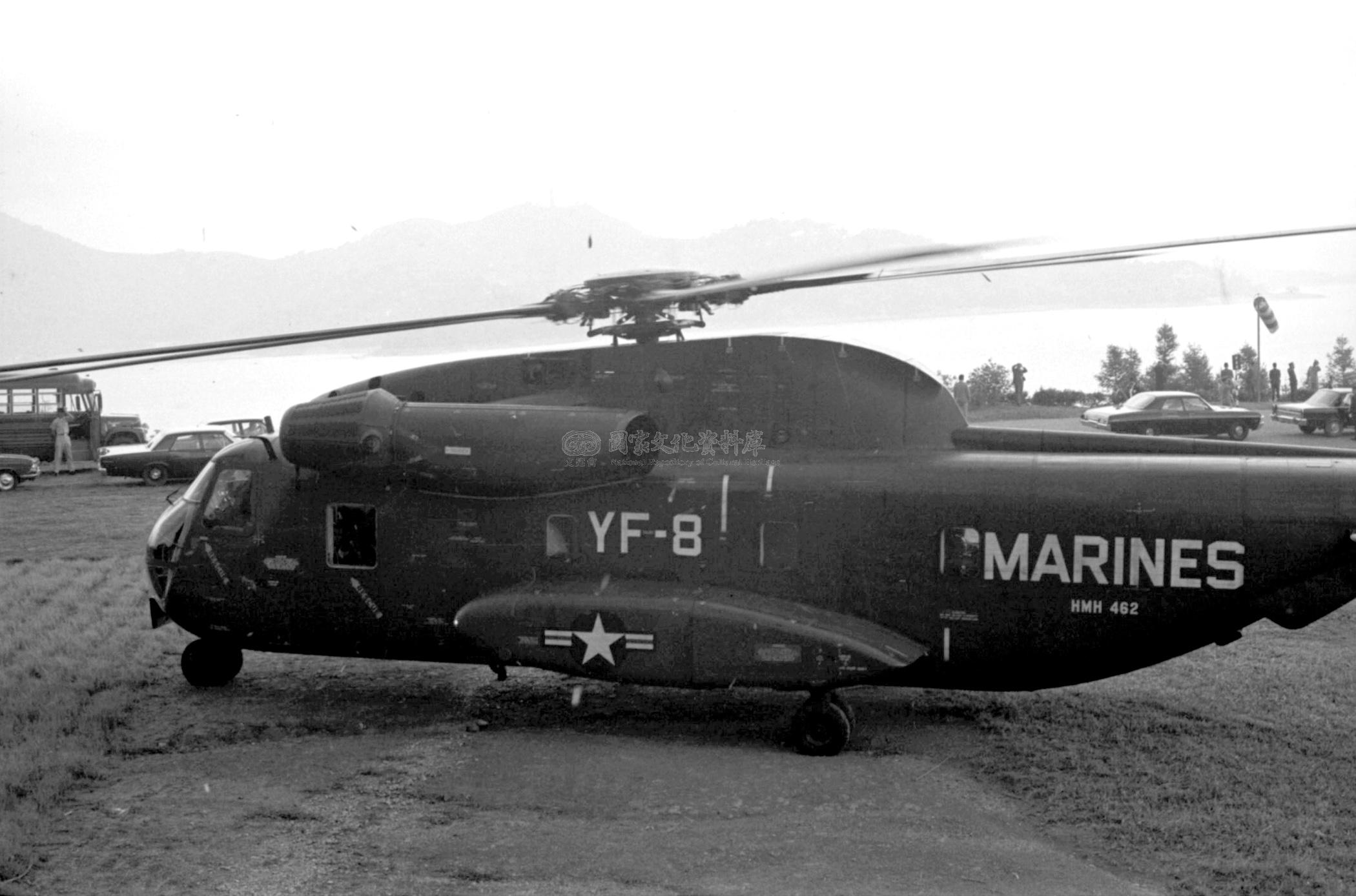
1970年8月26日，蔣中正總統於日月行館接見來台訪問的美國副總統安格紐，舉行會談。美國副總統乘陸戰隊CH-53A型機由台中飛抵日月潭

### 歷年變革
1970年，日月潭定為南投縣風景區，1990年8月25日，日月潭發生興業號事故，共57人死亡。
1999年的921大地震，日月潭地區觀光資源全面受損嚴重，政府決定日月潭由縣級風景區升格為國家級，進行重建工作，並設計新的服務計畫，2000年1月，在交通部觀光署下設立日月潭國家風景區，其範圍除日月潭外，北面擴大至魚池鄉，東至水社大山，西至集集大山，南至水里蛇窯。

## 發電系統
日月潭擁有全臺灣最複雜的水力發電系統，主要由臺灣電力公司大觀發電廠與明潭發電廠管理使用。日月潭的水源來自於濁水溪上游的與濁水溪支流栗栖溪，由武界壩引濁水溪的溪水，以及栗栖壩所引栗栖溪溪水，經由武界隧道與新武界隧道兩座引水隧道，注入日月潭；1934年於其周圍水社、頭社兩地分別興築完成水社壩與頭社壩兩座混凝土心牆土壩而形成一座離槽水庫；日月潭湖水再經由三個出水口，分別送往大觀發電廠一廠（大觀一廠）、大觀二廠（明湖抽蓄水力電廠）及明潭發電廠抽蓄機組發電；大觀一廠發電後的尾水再引入銃櫃壩後，送往工發電廠發電；大觀二廠及明潭抽蓄電廠發電後尾水則分別於白天尖峰用電時段蓄存在明湖水庫與明潭水庫，到了夜間離峰時段再抽下池的水至日月潭上池；而明潭水庫的水除了抽至日月潭提供上下池間往復利用之外，尚送至明潭發電廠水里機組發電之用。而濁水溪上游由萬大發電廠所管理的霧社水庫亦與日月潭水庫聯合運用，配合發電系統需求以調節下游日月潭水庫水量。
| 名稱                     | 舊稱               | 發電機組型號                           | 機組數量 | 發電方式     | 裝置容量（MW） | 水源                       | 啟用年代 | 攔水壩名                            | 管理機關               |
| ------------------------ | ------------------ | -------------------------------------- | -------- | ------------ | -------------- | -------------------------- | -------- | ----------------------------------- | ---------------------- |
| 大觀一廠                 | 日月潭第一發電所   | 橫軸佩爾頓式水輪發電機                 | 5        | 水庫式發電   | 110            | 日月潭                     | 1934年   | 水社壩、頭社壩                      | 臺灣電力公司大觀發電廠 |
| 鉅工發電廠               | 日月潭第二發電所   | 豎軸法蘭西斯式水輪發電機               | 2        | 調整池式發電 | 43.5           | 大觀一廠發電後尾水、銃櫃溪 | 1937年   | 銃櫃壩                              | 臺灣電力公司明潭發電廠 |
| 萬大電廠                 | 萬大發電所         | 橫軸佩爾頓式水輪發電機                 | 1        | 調整池式發電 | 15.3           | 萬大溪                     | 1943年   | 奧萬大攔河堰                        | 臺灣電力公司萬大發電廠 |
| 霧社機組（1號機、2號機） | 霧社電廠           | 豎軸法蘭西斯式水輪發電機               | 2        | 水庫式發電   | 20.7           | 霧社溪                     | 1957年   | 霧社大壩                            | 台灣電力公司萬大發電廠 |
| 松林機組（5號機、6號機） | N/A                | 豎軸法蘭西斯式水輪發電機               | 2        | 調整池式發電 | 20.9           | 濁水溪                     | 2013年   | 松林攔河堰                          | 臺灣電力公司萬大發電廠 |
| 霧社機組（4號機）        | N/A                | 豎軸法蘭西斯式水輪發電機               | 1        | 水庫式發電   | 19.7           | 霧社溪                     | 2013年   | 霧社大壩                            | 臺灣電力公司萬大發電廠 |
| 大觀二廠                 | 明湖抽蓄水力發電廠 | 可逆型豎軸法蘭西斯式抽水水輪機與發電機 | 4        | 抽蓄式發電   | 1000           | 日月潭                     | 1985年   | 上池：水社壩、頭社壩 下池：明湖大壩 | 臺灣電力公司大觀發電廠 |
| 明潭電廠                 | 明潭抽蓄水力發電廠 | 可逆型豎軸法蘭西斯式抽水水輪機與發電機 | 6        | 抽蓄式發電   | 1602           | 日月潭                     | 1995年   | 上池：水社壩、頭社壩 下池：明潭大壩 | 臺灣電力公司明潭發電廠 |
| 水里機組                 | 水里電廠           | 豎軸法蘭西斯式水輪發電機               | 1        | 川流式發電   | 12.75          | 明潭水庫、水里溪           | 1992年   | 明潭大壩（水里壩）                  | 臺灣電力公司明潭發電廠 |

## 生態
在生態保育觀念尚未成熟前，許多宗教團體買了很多種外來魚，來日月潭進行放生活動，殊不知外來物種非常容易傷害原生物種的生態，而最嚴重的是玻璃魚。早年當地漁民所打撈上來的魚貨以奇力魚（kizuat）為主，而今魚貨中玻璃魚占了70%以上。而玻璃魚在日月潭里幾乎沒有天敵，其主食是奇力魚的卵，所以奇力魚的繁殖出現很大的危害。漁民曾嘗試炸玻璃魚來食用，因為全身都是骨頭刺，魚肉非常少，僅適於作水族箱內的觀賞魚。目前專家正研擬如何降低玻璃魚的族群的方法。

## 氣候
日月潭地區屬於暖溫帶氣候區，四面環山，風向與氣候較為穩定，因此氣溫涼爽，寒暖適中，一年四季平均溫度在攝氏19度左右。
以下提供的氣象資訊是位於海拔1015公尺的貓囒山氣象站，並不是在日月潭邊。
| 日月潭（平均數據1991-2020年，極端數據1941-2021年更新中） | 日月潭（平均數據1991-2020年，極端數據1941-2021年更新中） | 日月潭（平均數據1991-2020年，極端數據1941-2021年更新中） | 日月潭（平均數據1991-2020年，極端數據1941-2021年更新中） | 日月潭（平均數據1991-2020年，極端數據1941-2021年更新中） | 日月潭（平均數據1991-2020年，極端數據1941-2021年更新中） | 日月潭（平均數據1991-2020年，極端數據1941-2021年更新中） | 日月潭（平均數據1991-2020年，極端數據1941-2021年更新中） | 日月潭（平均數據1991-2020年，極端數據1941-2021年更新中） | 日月潭（平均數據1991-2020年，極端數據1941-2021年更新中） | 日月潭（平均數據1991-2020年，極端數據1941-2021年更新中） | 日月潭（平均數據1991-2020年，極端數據1941-2021年更新中） | 日月潭（平均數據1991-2020年，極端數據1941-2021年更新中） | 日月潭（平均數據1991-2020年，極端數據1941-2021年更新中） |
| 月份                                                     | 1月                                                      | 2月                                                      | 3月                                                      | 4月                                                      | 5月                                                      | 6月                                                      | 7月                                                      | 8月                                                      | 9月                                                      | 10月                                                     | 11月                                                     | 12月                                                     | 全年                                                     |
| -------------------------------------------------------- | -------------------------------------------------------- | -------------------------------------------------------- | -------------------------------------------------------- | -------------------------------------------------------- | -------------------------------------------------------- | -------------------------------------------------------- | -------------------------------------------------------- | -------------------------------------------------------- | -------------------------------------------------------- | -------------------------------------------------------- | -------------------------------------------------------- | -------------------------------------------------------- | -------------------------------------------------------- |
| 历史最高温 °C（°F）                                      | 29.2 (84.6)                                              | 30 (86)                                                  | 31.2 (88.2)                                              | 32.8 (91.0)                                              | 32.8 (91.0)                                              | 33.3 (91.9)                                              | 34 (93)                                                  | 33.5 (92.3)                                              | 33.3 (91.9)                                              | 32.5 (90.5)                                              | 30.7 (87.3)                                              | 29.4 (84.9)                                              | 34 (93)                                                  |
| 平均高温 °C（°F）                                        | 19.4 (66.9)                                              | 20.3 (68.5)                                              | 22.1 (71.8)                                              | 24.2 (75.6)                                              | 26 (79)                                                  | 27.2 (81.0)                                              | 28.3 (82.9)                                              | 27.8 (82.0)                                              | 27.2 (81.0)                                              | 25.6 (78.1)                                              | 23.6 (74.5)                                              | 20.5 (68.9)                                              | 24.4 (75.9)                                              |
| 日均气温 °C（°F）                                        | 14.4 (57.9)                                              | 15.2 (59.4)                                              | 16.9 (62.4)                                              | 19.2 (66.6)                                              | 21.1 (70.0)                                              | 22.3 (72.1)                                              | 22.9 (73.2)                                              | 22.7 (72.9)                                              | 22.2 (72.0)                                              | 20.6 (69.1)                                              | 18.6 (65.5)                                              | 15.6 (60.1)                                              | 19.3 (66.8)                                              |
| 平均低温 °C（°F）                                        | 11.3 (52.3)                                              | 12.1 (53.8)                                              | 13.9 (57.0)                                              | 16.3 (61.3)                                              | 18.5 (65.3)                                              | 19.7 (67.5)                                              | 20.1 (68.2)                                              | 20 (68)                                                  | 19.5 (67.1)                                              | 17.9 (64.2)                                              | 15.7 (60.3)                                              | 12.7 (54.9)                                              | 16.5 (61.7)                                              |
| 历史最低温 °C（°F）                                      | −0.3 (31.5)                                              | −0.1 (31.8)                                              | 1 (34)                                                   | 6.3 (43.3)                                               | 12.4 (54.3)                                              | 13.9 (57.0)                                              | 16.2 (61.2)                                              | 15.8 (60.4)                                              | 12.9 (55.2)                                              | 11.2 (52.2)                                              | 5.9 (42.6)                                               | 1.5 (34.7)                                               | −0.3 (31.5)                                              |
| 平均降雨量 mm（）                                        | 56.7 (2.23)                                              | 72 (2.8)                                                 | 103.1 (4.06)                                             | 174.6 (6.87)                                             | 354.6 (13.96)                                            | 441.6 (17.39)                                            | 394.5 (15.53)                                            | 422.9 (16.65)                                            | 192.1 (7.56)                                             | 50.3 (1.98)                                              | 38.4 (1.51)                                              | 42.2 (1.66)                                              | 2,343 (92.2)                                             |
| 平均降雨天数（≥ 0.1 mm）                                 | 7.9                                                      | 8.2                                                      | 10.6                                                     | 13.4                                                     | 18.3                                                     | 20                                                       | 18.3                                                     | 19                                                       | 12                                                       | 5.9                                                      | 5.3                                                      | 6.4                                                      | 145.3                                                    |
| 平均相對濕度（％）                                       | 76.9                                                     | 78.4                                                     | 80.4                                                     | 82.3                                                     | 84.4                                                     | 85.1                                                     | 84.5                                                     | 85.5                                                     | 84.1                                                     | 81.9                                                     | 79.2                                                     | 77.3                                                     | 81.7                                                     |
| 月均日照時數                                             | 159.4                                                    | 136.9                                                    | 128.5                                                    | 109.5                                                    | 109.2                                                    | 111.3                                                    | 140.6                                                    | 125.2                                                    | 123.6                                                    | 147.6                                                    | 160.2                                                    | 157                                                      | 1,609                                                    |
| 来源：中央氣象局                                         |                                                          |                                                          |                                                          |                                                          |                                                          |                                                          |                                                          |                                                          |                                                          |                                                          |                                                          |                                                          |                                                          |

## 環潭風光

### 主要環湖景點

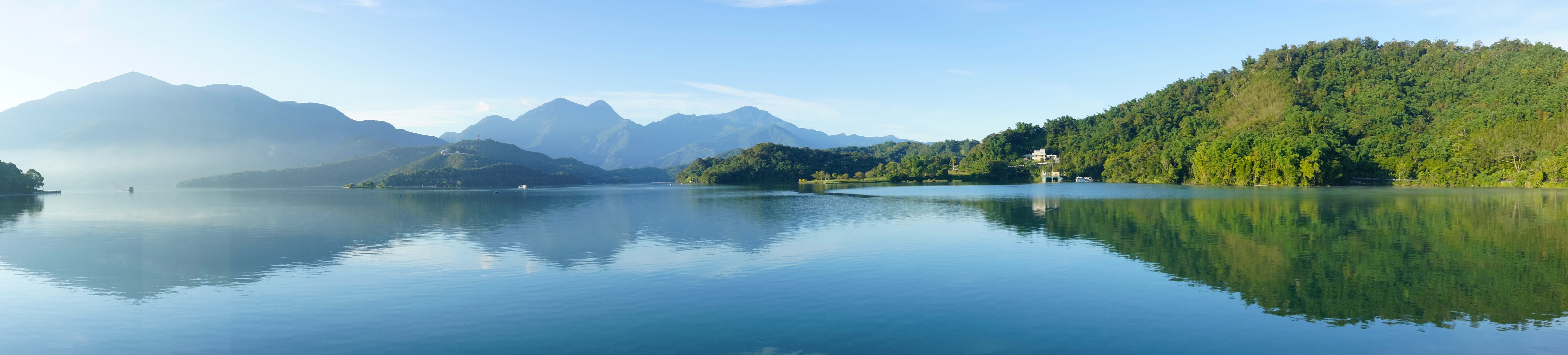
晨間的日月潭

日月潭面積遼闊，處處皆有湖光山色，環潭景點如下：

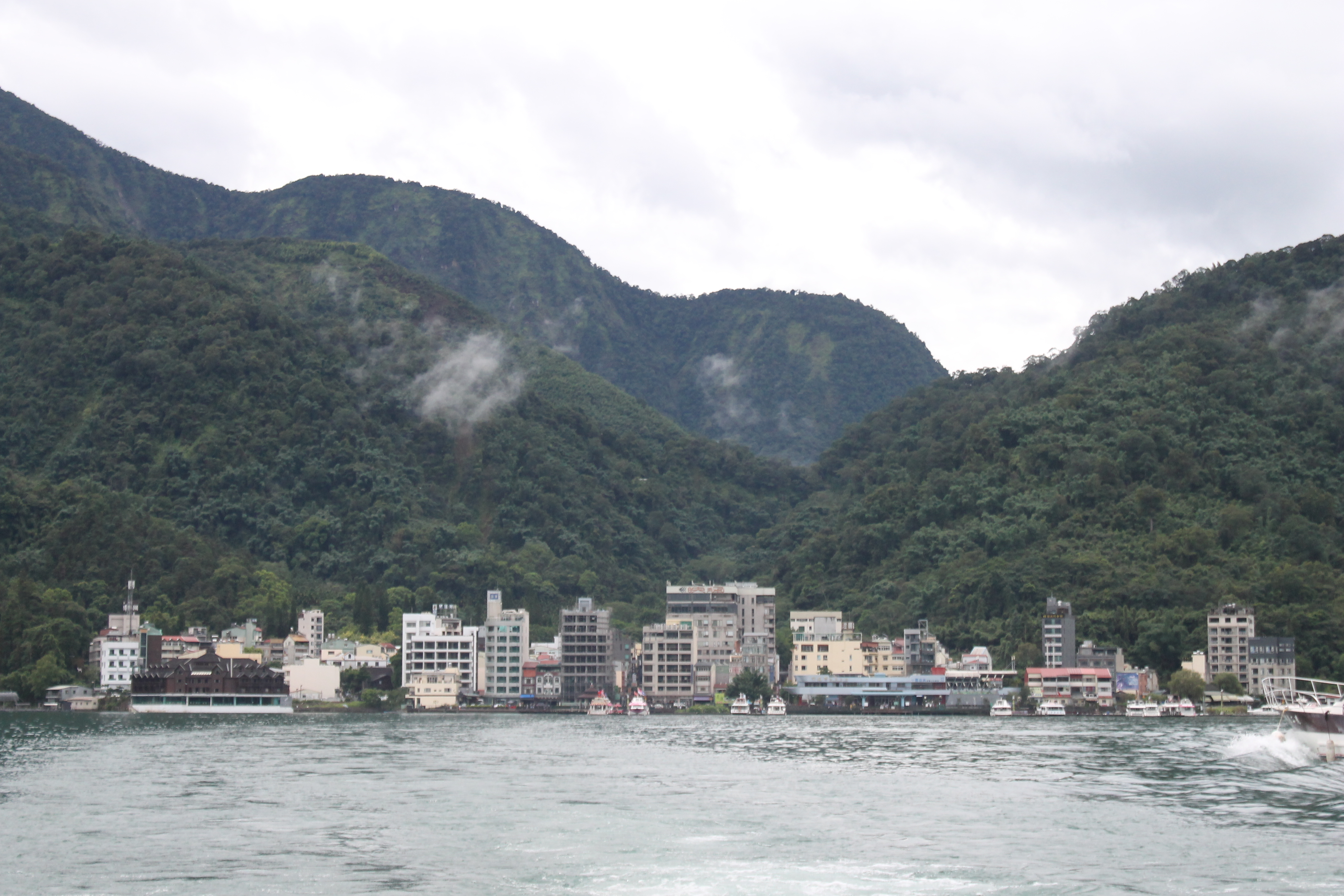
遠望的伊達邵

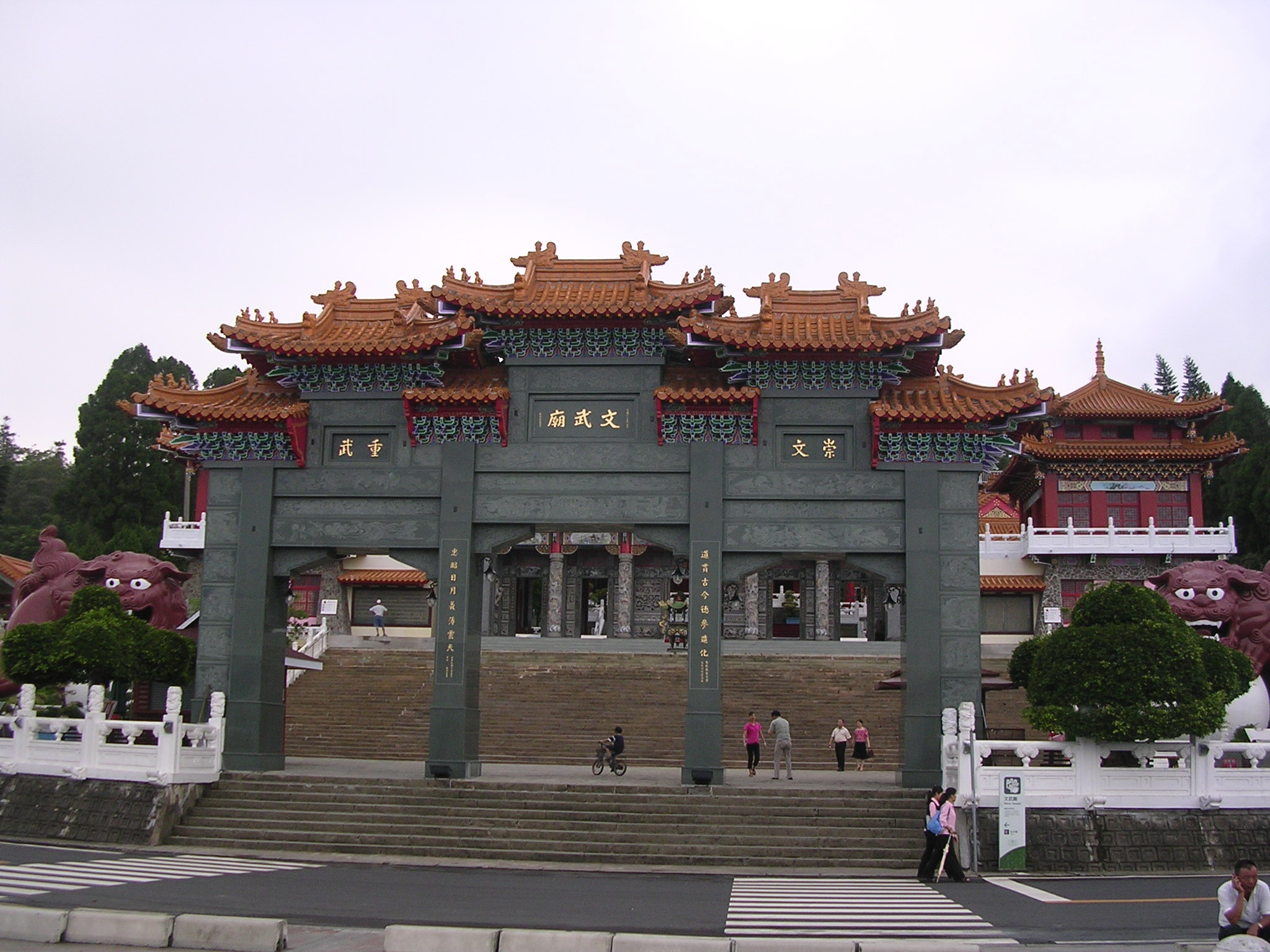
文武廟入口

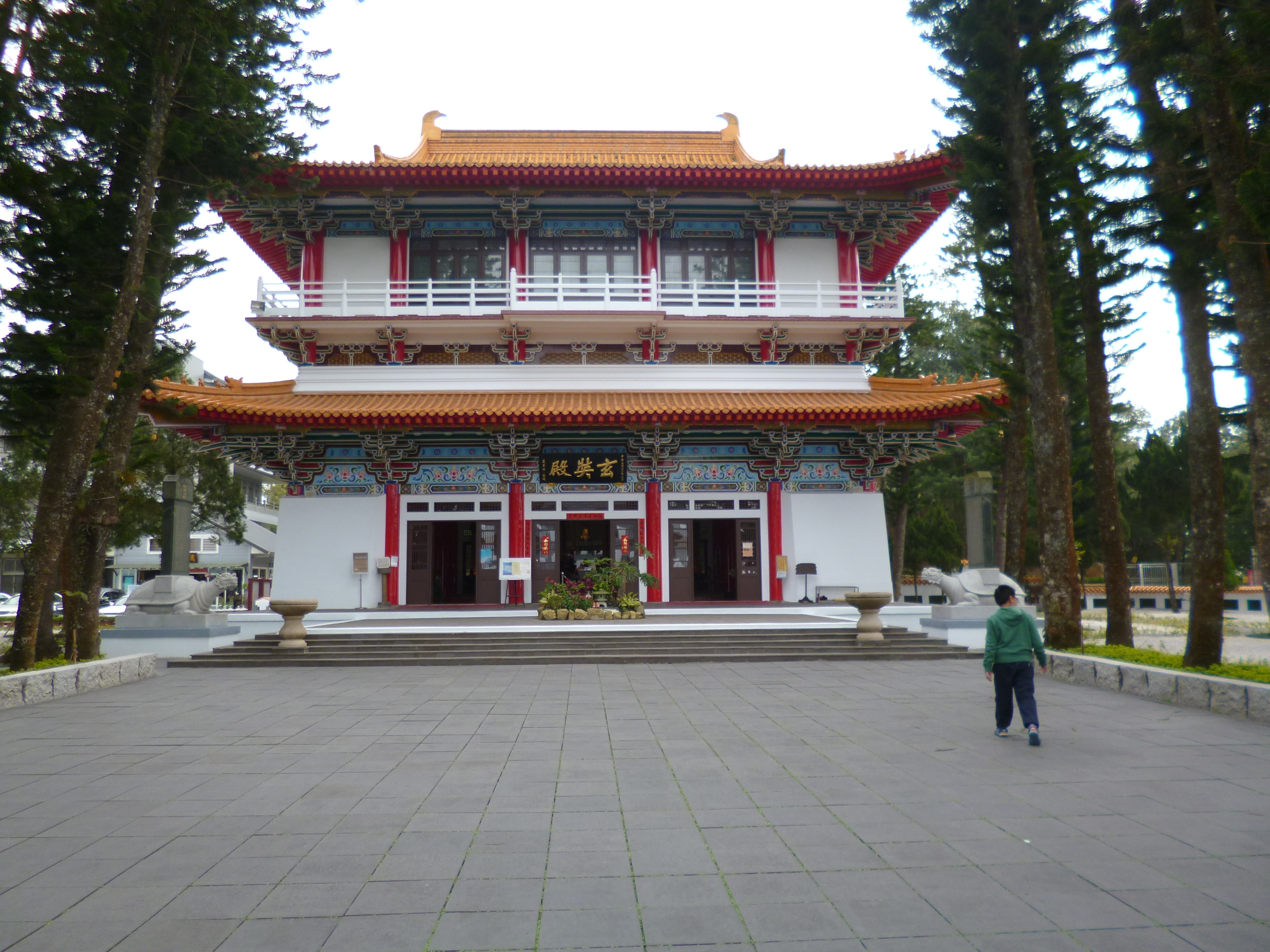
玄奘寺

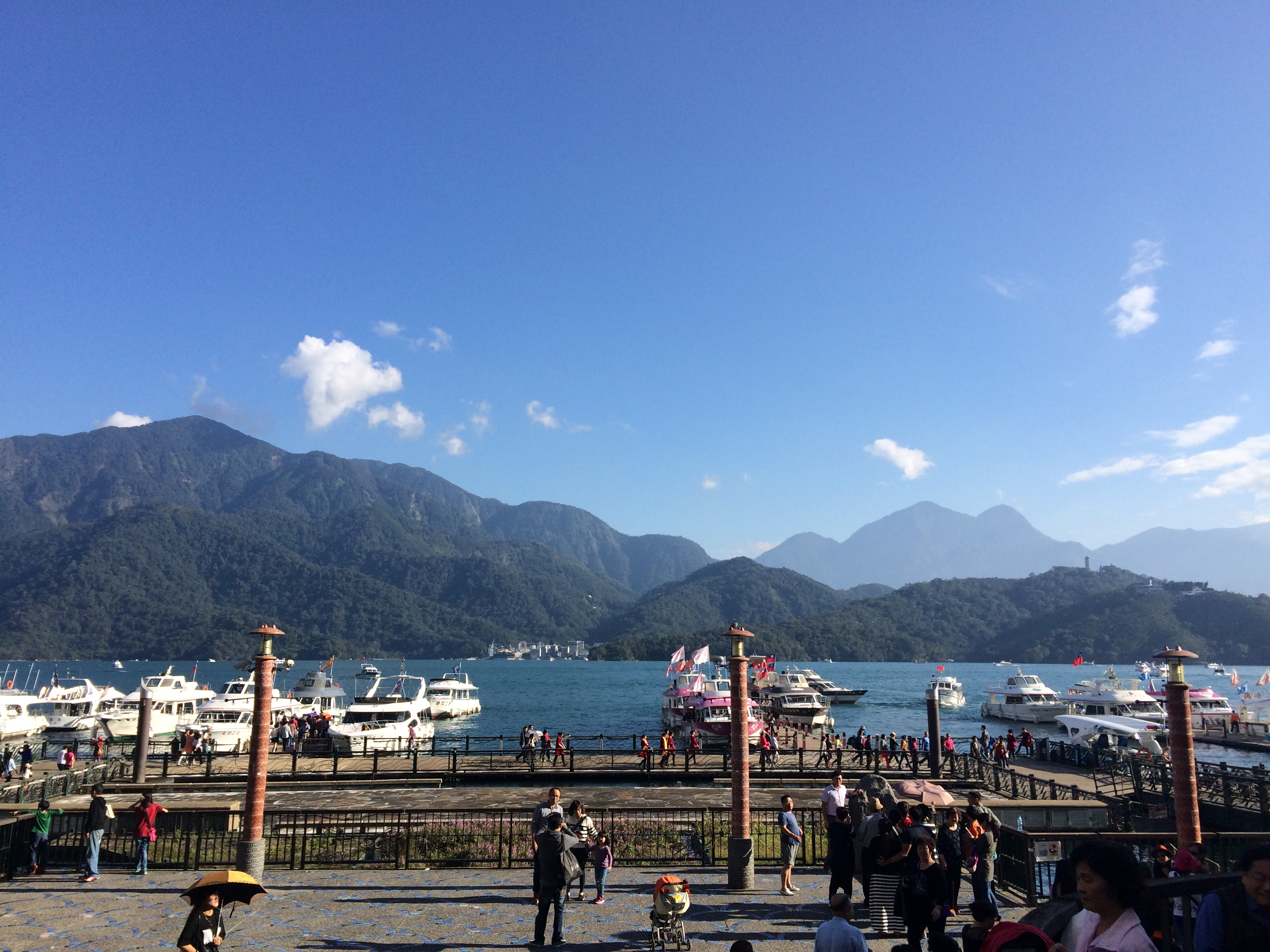
水社碼頭

- 九龍口：日月潭有諸多與龍相關的地名，例如崙龍嶺、青龍山及二龍山等。省道台21線進入日月潭之處，便稱為九龍口[18]。
- 伊達邵：伊達邵舊名德化社、化蕃社，邵族原名卜吉社（Barawbaw），邵族主要居住於此，是日月潭邊人口聚集最多的村落。當年蔣介石最喜愛乘舟到這觀賞邵族山地歌舞，遂使該社成為日月潭重要的原住民文化園區。現日月村是邵族、布農族與漢族共居，村內有藝品店、餐廳與旅館等。每年農曆八月十五日前後，這裡的邵族會舉行盛大的祭典，是為祖靈祭/換年祭(tungkariri Lus'an)。
- 文武廟：文武廟建立於1932年，位於日月潭北面山腰上，主祀關帝，另供奉孔子、岳飛而得名。廟宇以金黃色為主，巍峨聳立。而其形勢陡峻，若搭船可泊山麓崖，循石階365級上可登抵。殿前有雙龍弄珠石雕。登上文武廟後殿山坡，可以遠眺日月潭景。
- 拉魯島：拉魯島位於日月潭中，以拉魯島為界，日月潭分為日潭和月潭。民國政府來台後，將之改名為光華島，921地震後復名拉魯島，是臺灣原住民邵族傳說中祖先靈魂安息之處。因九二一大地震，島上建築多有損壞，全島也部份沉入水中；2007年開始修復工程。目前全面禁止登島，只許路過。
- 玄奘寺：玄奘寺建於1965年，是為了奉厝從日本迎回的玄奘大師頂骨舍利所建，玄奘寺是目前頂骨奉拜之處。清靜幽雅，為眺望日月潭及拉魯島最佳的位置之一。
- 慈恩塔：中華民國前總統蔣中正為了紀念母親王太夫人所建。建於海拔954公尺的山上，塔頂正好是海拔1000公尺。可由此觀賞日月潭全景。慈恩塔因受2009年11月5日的南投地震影響部分受損，曾於2009年11月9日起將主體建築物封閉、維修，直至2010年8月26日整修完畢後重新開放，可從玄奘寺循步道而上。
- 玄光寺：玄光寺建於1955年，是暫時奉厝從日本迎回的玄奘大師靈骨舍利之處，其後於1965年移轉至玄奘寺。玄光寺離潭邊甚近，景色悠美。
- 水社碼頭：[19]客輪停駐於此，提供旅客搭船到玄光寺碼頭、伊達邵碼頭的遊湖，有許多旅客在此碼頭上下客輪。另外，此地視野佳，放眼望去一片遼闊的湖面，搭配遠方層層的山巒，天氣好還能看到遠方的伊達邵；清晨時湖面還會有一層薄霧，如入仙境。
- 朝霧碼頭：每年日月潭萬人泳渡起點，除了年度泳渡活動之外，日月潭水域禁止游泳。
- 向山行政暨遊客中心：向山行政暨遊客中心位處省道台21線水社隧道附近，建築物本身頗具特色。前棟為辦公處所，後棟則為遊客中心。遊客中心展場包含「悠遊水沙連-產業館」、「日昇月恆-藝廊」、「潭情日月-自然人文館」及「多媒體影音播放室」。
- 梅荷園：梅荷園位於涵碧步道入口處，為蔣介石當年來日月潭渡假時，隨扈憲兵的崗哨要塞。921大地震之後，規劃成為景觀眺望台。2011年起，開放給民間餐飲業經營簡餐及酒吧。
- 耶穌堂：耶穌堂為白色羅馬列柱式建築風格，莊重典雅，是蔣介石伉儷在日月潭作禮拜的專屬教堂。隨著威權時代的終結，已卸下神秘面紗，開放給一般民眾參觀。
- 猫囒山茶業改良場：猫囒山位於日月潭北側，海拔1,020公尺，是俯瞰日月潭全景的理想地點。山區種植茶樹，半山腰處是茶業改良場魚池分場的辦公室。茶改場裡有一棟三層樓木造建築，是日治時期遺留下來的舊廠，典雅古樸，是縣府指定的歷史建築。旁邊有一棟新建的茶葉文化展示館，展示有關茶的各種資訊。
- 猫囒山步道：猫囒山自然步道位於水社村（kankwan/tsui-sia）明潭國中旁，是一條4.7公里長的步道。猫囒位於大林溪上游猫囒盆地（fukaz）中，海拔約670-700公尺間，步道可通往茶業改良場魚池分場的茶園，還有滿山的臺灣杉木林登上山頂可鳥瞰日月潭，環望水社大山、集集大山等，尤以觀賞日月潭日出是最佳地點。
- 內湖山步道：內湖山步道位於中明村舊臺21線公路旁，長度約560公尺。步道有青石板梯與木棧，可在觀景台處遠眺日月潭。生態豐富，以春末夏初的螢火蟲最具特色。
- 九蛙疊像：由南投縣政府風景區管理所委託工程顧問公司設計，聘請藝術家沈政瑩打造七公尺銅雕，目的在宣導當地「水蛙頭」豐富生態，而設置於步道旁的陸(旱) 蛙。「水蛙頭」因棲息許多蛙類而得名，沿線步道約有500公尺，因濕度高，蕨類植物生長良好，蝴蝶、水鳥也常在此覓食，常有蛙類出沒，成為潭區生態多樣性的步道。九蛙疊像於2000年日月潭管風景管理處成立後，轉移撥給其管理 ，為凸顯日月潭抽蓄發電水位變化，才將九蛙移至潭中成為「水蛙」，讓到訪遊客能觀察每天水位有近2公尺的落差變化，故平常因水位消長只會露出二隻青蛙，要遇旱象水位見底，九蛙疊像才會全部露臉，這時會招攬大批觀光客前來觀賞，成為知名景點。[20][21]

### 其他環湖景點
- 日月潭纜車：日月潭纜車（日月潭青年活動中心－九族文化村）2009年12月28日啟用，可從高處一覽日月潭勝景。目前規劃第二條纜車系統－日月潭向山車埕纜車系統（向山行政暨遊客中心－水里車埕）
- 日月湧泉：從大竹湖步道可就近觀賞日月湧泉壯觀美景，是注入日月潭潭水主要來源，從仁愛鄉武界壩引濁水溪水，由大竹湖注入潭底。長度15.12公里，因武界地區地勢較高於日月潭，故出水口產生湧泉現象。
- 涵碧樓：涵碧樓是在台灣日治時期的1916年（大正5年），日本人伊藤氏所建，原為伊藤氏的住宅。[22]在日治時期，涵碧樓即是各界官員、顯要到日月潭遊憩的重點之一。後因日月潭水利工程興建，台中州廳將之易地重建，作為招待所。據說曾被作為東宮裕仁太子訪台時的招待所，[6]但最後並未前來。[23]也曾為前總統蔣中正的行館。1998年由民間經營，1999年921大地震後，舊館幾乎完全被夷平。重建後，由中部地區建商鄉林建設集團改建成為觀光旅館。曾因為廢水污染日月潭而受罰。[24]

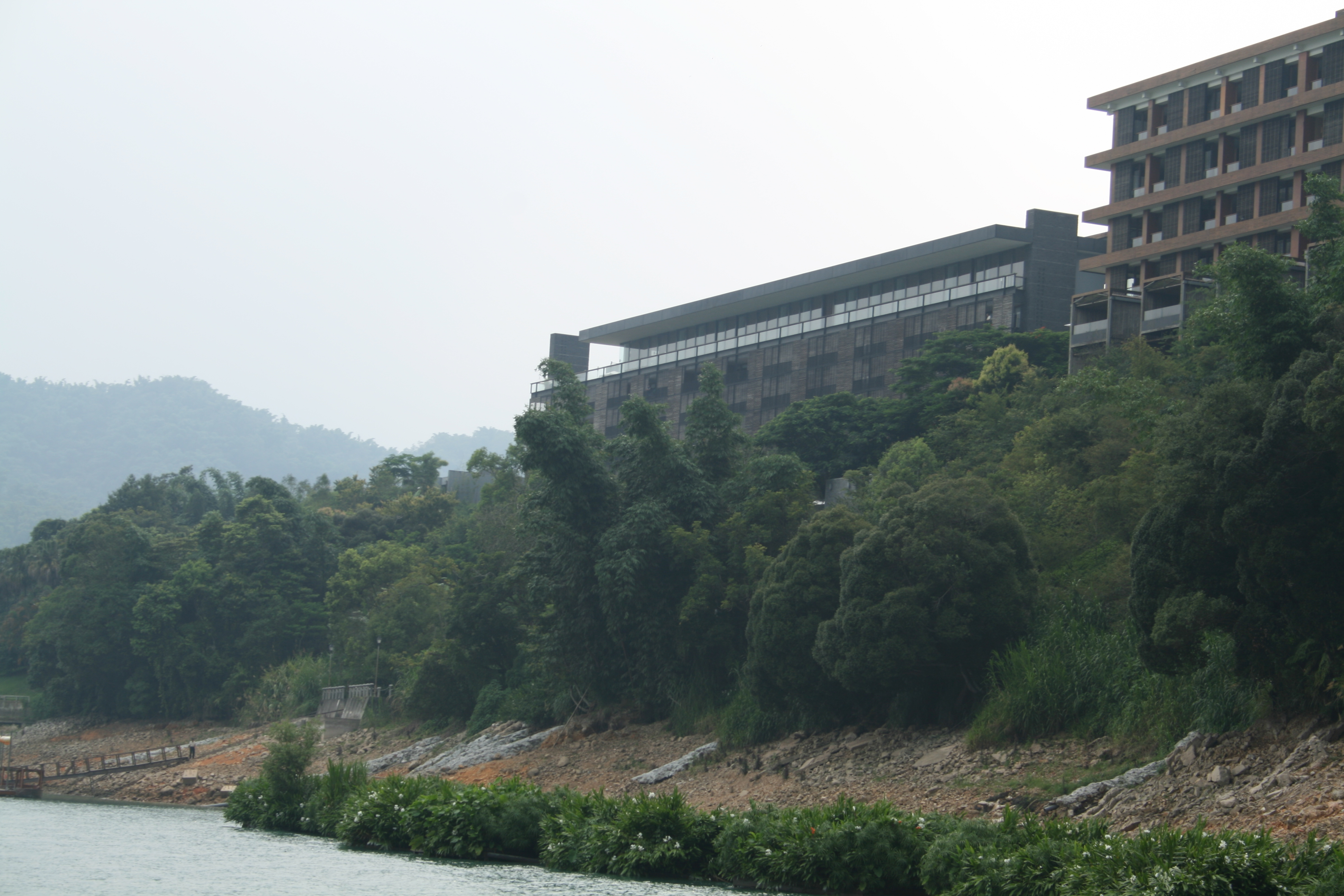
由湖上看涵碧樓

- 青年活動中心：日月潭青年活動中心為日月潭畔的一個休閒渡假場所，設有森林小木屋、一般客房，可供約320人膳宿。另有一片廣闊的杉木林區，可提供社會團體作為野外探索訓練場地[25]。
- 水社綜合商場：水社為日月潭交通轉運中心，也是旅館、商店集中地。水社綜合商場一樓設有自行車出租店，二樓為借問站及便利商店、客運轉運站，三樓及四樓則為美食餐廳、伴手禮商店，並提供24小時行李寄存服務。在商場旁邊，有大型的停車場，大型車有38個停車格、小型車有410個停車格、機車有40個停車格，可供收費停車[26]。
- 日月潭龍鳳宮、龍鳳宮月下老人祠（原拉魯島月下老人亭）：主祀慚愧祖師、北極玄天上帝、天上聖母，為當地居民的信仰中心之一，昭和9年（西元1934年）因日月潭興建水力發電工程，自濁水溪引水入潭而水位上升，龍鳳宮則從原水社舊址遷移至現今日月潭北岸現址；其龍鳳宮月下老人祠，原祀奉於拉魯島上（舊時稱作「光華島」）921大地震後，遭地震破壞部分沉入水中，而在規劃重建時，邵族族人爭取恢復祖靈地，故日月潭國家風景區管理處於民國89年（西元2000年）年底將神像遷移至日月潭龍鳳宮並另建亭祠供奉原拉魯島月下老人；又因臺灣月老信仰逐漸蓬勃發展，遂使龍鳳宮的月下老人祠成為臺灣月下老人信仰重地之一，無數善男信女會至該祠祈求月下老人牽紅線有心儀對象。
- 啟示玄機院（孔明廟）：原名為啟示玄機院，建於1901年，是為中式廟宇建築，佔地四百餘坪，背對松嶺，面向蓮花屏山。寺前田園廣闊，廟旁林木蒼翠，田野風光，頗富情趣，有「臥龍台」、「孔明亭」及全台最高諸葛孔明塑像（高三丈餘），是本廟特色，壯觀華麗的寺門牌樓，設於距廟約一公里的中潭公路（省道廿一號）邊，廟內合祀諸葛孔明，天上聖母，玄天上帝，哪吒三太子。
- 水社步道：水社自然步道為蜿蜒於涵碧半島的森林小徑，步道全長約一•五公里，階梯由古樸的紅磚砌成。清晨漫步其中，常見五色鳥、山紅頭、繡眼畫眉等鳥類活躍林間。行至潭畔碼頭，可盡覽慈恩塔、拉魯島及群山綠水美景。
- 水社壩堤公園：水社壩是日月潭的守護神，沒有水社壩捍衛這日月潭盆地唯一出口，日月潭早已成為一個乾旱的湖底。堰堤上綠草如茵，是附近民眾攝影聖地。晨昏寧靜開關，夜晚更是觀星的好去處。在地人說，水社壩堰堤公園最美的時刻，是在下過雨的午後，雨霧隨著陽光的露臉消逝，本來是朦朧的一切，乾淨清楚了起來，空氣中尚存的一點濕意，令人心況神怡。
- 大竹湖步道：大竹湖步道位於位於日月潭東南方，居松柏崙與卜吉山之間的日月潭岸水域，步道全長約80公尺。於1934年為日月潭貯水發電工程、建造15.1公里長的地下水道，從武界攔沙壩引來濁水溪成為日月潭的水源。由於長年沈沙淤泥蔓生水草，造就了鷺鷥、雁鴨等水鳥的棲息環境，也是觀賞湧泉、夕照的美好景點。
- 土亭仔步道：位於台21甲線環湖公路9.5公里處，地當伊達邵南方的茄苳崙與沙巴蘭山之交接處，步道長約600公尺高低落差約80公尺，沿途地形起伏、彎曲，登臨盡頭有一座展望樓可眺望山水風光。
- 松柏崙步道：位於台21甲線環湖公路1.95公里處，地當文武廟與孔雀園之間。
- 水蛙頭步道：位於台21甲線環湖公路4.9公里處，地當大竹湖步道與伊達邵之間，步道以原木及木膠板鋪設而成，全長500多公尺，高低落差約60公尺，這是一條賞心悅目的健康步道，坡度平緩沿途蒼翠的竹樹參差，滿佈各種野生花草，由以蕨類是日月潭最可觀的地點。
- 日月潭環潭自行車道：榮列2012年全球10大最美單車道，包括有：「湖濱鐵馬行」（30公里日月潭環湖公路）、月潭自行車道、頭社自行車道、水社向山自行車道等。[27]
- 孔雀園（已歇業）：位於環湖公路旁的一座專門飼養孔雀的迷你型動物園，設立於1968年10月。園中約有200多隻孔雀，主要是藍孔雀，亦有白、綠孔雀，還有其它名貴禽鳥，如產地在大陸的金雞、銀雞、藍雀及白鷳等。其實在日月潭的孔雀園裡有一座蝴蝶標本館，陳列著各式各樣的蝴蝶標本，配合文字解說，讓遊客了解蝴蝶生態。

## 活動

#### 日月潭萬人泳渡活動
從1983年開始，每年的中秋節前後，日月潭都會舉辦「萬人橫渡日月潭」的競泳活動。2002年也正式列入世界游泳名人堂。2006年共有21942人參加，首度突破2萬人。2012年嘉義縣新港奉天宮也正式參與每年的萬人泳渡日月潭。
- 2009年共有25888人，1197隊參加。參加的泳客包括美、英、日、加、星、澳洲等地的國際泳客345位，身障人士296位，來自中國大陸的泳客則有1200位。
- 2010年共有27123來自台灣和世界各地的泳客，1399隊參加（共12隊國際隊伍），其中包括358位身障人士。年紀最長的泳者年齡高達99歲，創下歷年紀錄。此活動持續受到全世界的矚目與喜愛。
- 2011年第29屆國際日月潭萬人泳渡（起點：朝霧碼頭，終點：德化社伊達邵碼頭），共有32個國家2215名國際泳客、1250支隊伍，共27138多人參與盛會，266位身障泳士率先下水，緊接是七、八十歲高齡泳將，也在親友與醫療人員隨行下完成橫渡壯舉。
- 2012年第30屆國際日月潭萬人泳渡活動中，嘉義縣新港奉天宮正式參與其活動，也因此新港奉天宮打造了長約390公分、寬約150公分的媽祖船，其船隻全部皆使用台灣檜木製造而成，其船的命名為「新港奉天宮開台媽祖號」，更以「新港媽勇士隊」報名參加，參加完後船隻移駕至南投縣寶島時代村，讓民眾能近距離欣賞也能保平安[28]。

日月潭跨年花火節
日月潭花火音樂嘉年華
九族櫻花季

## 旅遊住宿
日月潭周邊民宿主要分布在水社碼頭鬧區，伊達邵鬧區，頭社盆地，魚池湖岸風情旅店市區，以及九族文化村附近等地，黃帝廟以及孔明廟亦提供信徒掛單。

## 交通

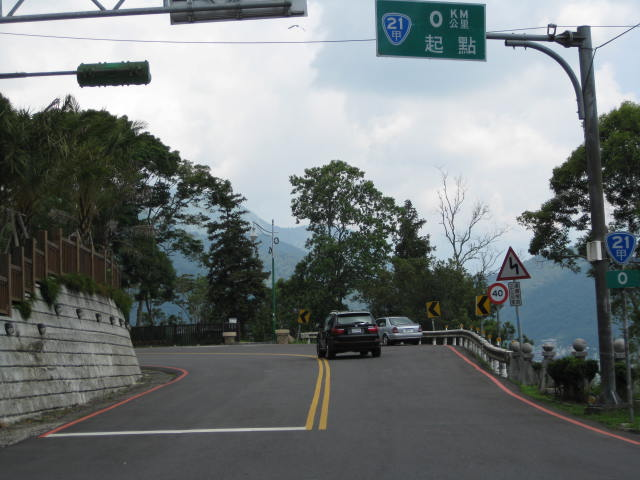
台21甲線是日月潭環潭公路之一

### 聯外交通

#### 公路
- 省道台21線

#### 客運
- 國光客運由台北轉運站經國道六號直達日月潭「水社遊客服務中心」、車程時間約3.5小時。
- 南投客運「日月潭─車埕」於2011年7月16日起開始營運，串連日月潭和車埕兩處景點，每天計有往返各10班次。從日月潭水社遊客中心出發，行駛台21線前往向山、頭社、蛇窯、水里車站及車埕等地區。

### 當地交通

#### 纜車
- 計畫興建「向山＝台鐵集集線車埕車站」纜車，唯仍屬初步構想。
- 九族文化村另延伸其園內纜車至日月潭青年活動中心，是為日月潭纜車，2010年1月8日正式營運。[29]

#### 環湖巴士
- 每整點之30分由水社旅客服務中心發車至玄光寺，每整點0分由玄光寺發車返回旅客服務中心。
- 沿途停靠：水社旅客服務中心、朝霧碼頭、環湖路口、文武廟、松柏崙步道、大竹湖步道、水蛙頭步道、青年活動中心、伊達邵、土亭仔步道、玄奘寺、玄光寺。
- 平常日每日8班次，假日每日10班次。

#### 遊艇
- 當地有多家遊艇公司的觀光遊船，往來於日月潭邊的三大碼頭之間。
- 沿途停靠：水社碼頭、玄光寺碼頭、伊達邵碼頭。船班航行方向皆以逆時針行駛（水社碼頭→玄光寺碼頭→伊達邵碼頭→水社碼頭），遊湖船票為一日票券，一日內可無限次搭乘遊艇。

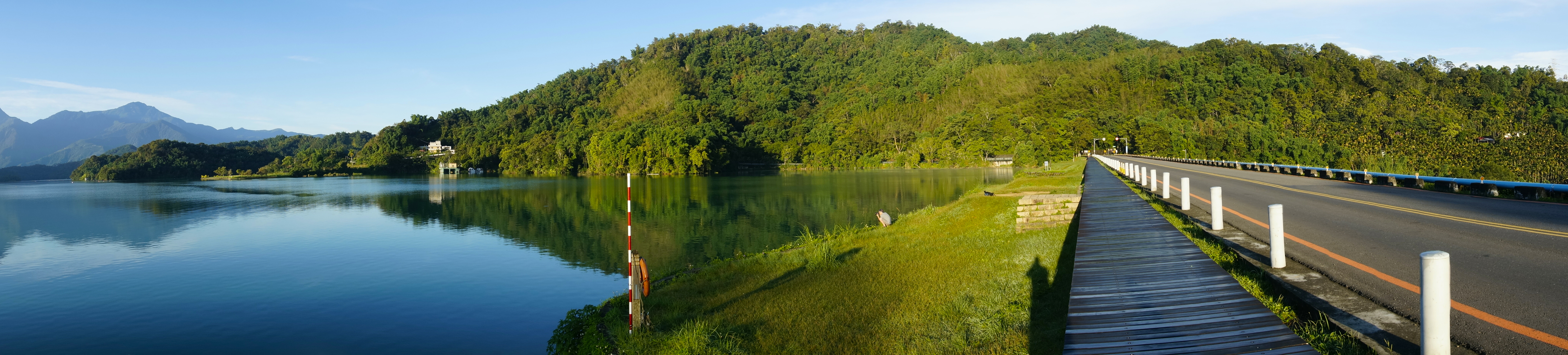
日月潭環潭自行車道

- 早上九點到下午五點之間，每小時皆有船班。[30]

## 擴展閱讀
- 顧敏耀，〈藍鼎元傳記資料考述--兼論其〈紀水沙連〉之內容與意涵〉，《成大中文學報》，第42期，2013年9月，頁137-182。
- 顧敏耀，〈摹狀奇山異水．呈顯樂園鏡像——臺灣清領時期古典詩文中的日月潭〉，《臺灣觀光學報》，第8期，2011年7月，頁75-108。
- 日月潭的鯉魚精傳說 （页面存档备份，存于）

## 外部連結
- 日月潭國家風景區
- OpenStreetMap上有關日月潭的地理
- 經濟部水利署全球資訊網-日月潭水庫 （页面存档备份，存于）
- 台灣水庫即時水情 （页面存档备份，存于）